# Adriana Marrero
Adriana Marrero (Montevideo, 18 de octubre de 1958) es una socióloga, autora, investigadora y profesora uruguaya.

## Biografía
Estudió sociología Instituto de Profesores Artigas, y en la Universidad de la República, maestría en Educación y un doctorado suma cum laude en Sociología de la Universidad de Salamanca. Ganadora de proyectos en CSIC, en la ANII, ha publicando artículos y varios libros.
Ejerció como profesora en educación secundaria y terciaria.
Fue profesora invitada de múltiples universidades de Europa y América. Como la Universidad de Londres, Universidad de Brighton, profesora invitada de la UNAM y Guadalajara (México, de las Universidades Federal de Alagoas, Paraíba, Pernambuco, Santa Catarina, Sergipe, y Estadoal de San Pablo (Brasil,
Buenos Aires y La Plata (Argentina), Autónoma de Barcelona, Valencia, Granada, Salamanca, (España), de Guayaquil, Ecuador, entre otras.[cita requerida]
Fue hasta 2019 docente grado 5 de la Facultad de Ciencias Sociales durante 30 años, renunció e hizo pública una carta explicando los motivos.
Su libro Introducción a la Sociología es utilizado en educación secundaria, se mantiene como el
principal texto de la asignatura en educación secundaria desde 1992, y lleva más de ocho
ediciones, también integra la Biblioteca del Plan Ceibal. El libro La formación docente en su
laberinto fue galardona con el Premio Anual de Literatura del Ministerio de Educación y Cultura de Uruguay en 2009.

## Vida privada
Contrajo matrimonio a los 18 años, tuvo su primer hijo Germán Barros Marrero en 1980, luego en 1984 se separa y se divorcia. En 1988 contrae matrimonio y ese mismo año nace su segundo hijo Bruno Andreoli Marrero. Ambos hijos, Germán y Bruno, han elegido la sociología como su carrera académica. [cita requerida]

## Libros
- 1992, Introducción a la Sociología, (Montevideo, FCU)
- 1995, Diez temas de Sociología para gente de marketing (Montevideo, FCU).
- 1996, Trabajo, juego y vocación: las antinomias de la educación física en Uruguay (Montevideo, FCU).
- 2005, Introducción a la investigación en ciencias sociales, (Montevideo, FCU)
- 2007, Teorías sobre Educación y Sociedad (en coautoría con Francesc Hernández y José Beltrán, Valencia, Tirant Lo Blanch).
- 2007, Educación y modernidad, hoy. (coautores: Paul Willis, Michael Apple, Bernard Charlot, Victoria Costa, Mariano Fernández Enguita, Luis Rigal, Francesc Hernández y Jordi Planas, entre otros. Montevideo, Germanía Cruz del Sur).
- 2008, El bachillerato uruguayo (Montevideo, FCU).
- 2009, La Universidad transformadora, (en coautoría con N. Mallada, Montevideo, CSIC)
- 2009, Teorías sobre Educación, Familia y Sociedad (en coautoría con Francesc Hernández y José Beltrán, Valencia, Tirant Lo Blanch)
- 2011, La formación docente en su laberinto. (Montevideo, Cruz del Sur).
- 2015, Educación Superior en perspectiva comparada y regional (en coautoría con María Carla Carrochano y Analía Otero (Buenos Aires, Teseo).
- 2015, A casi 100 años. El modelo de Córdoba y sus asignaturas pendientes.